# Rostrote Weinrebe
Die Rostrote Weinrebe oder Rostrote Rebe (Vitis coignetiae) ist ein kletternder Strauch mit schwarzen Früchten aus der Familie der Weinrebengewächse (Vitaceae). Das natürliche Verbreitungsgebiet der Art liegt in Japan, Korea und im Osten Russlands. Die Art wird häufig kultiviert.

## Beschreibung

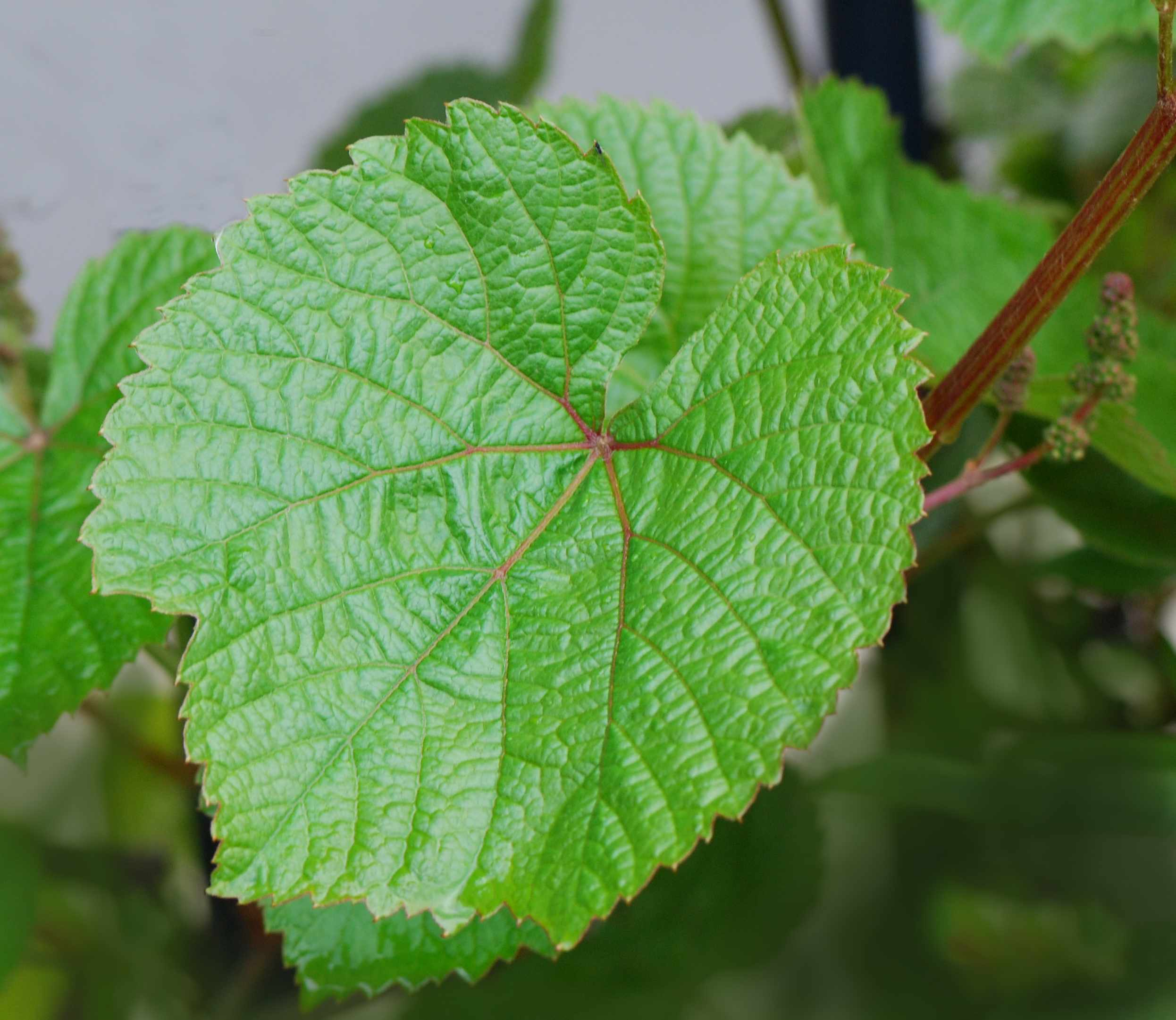
Blatt

Die Rostrote Rebe ist ein bis 25 Meter hoch kletternder Strauch mit rotbraun filzigen Trieben. An jedem dritten Sprossknoten fehlen Ranken oder Blütenstände. Die Laubblätter sind in Blattspreite und Blattstiel gegliedert. Die Blattspreite ist einfach, 20 bis 30 Zentimeter breit, rundlich-eiförmig, mehr oder weniger deutlich drei- bis fünflappig mit tief herzförmiger Basis und schmaler Stielbucht. Der Blattrand ist mit kurzen, stachelspitzigen Zähnen versehen. Die Blattoberseite ist stumpfgrün, runzelig und nahezu kahl, die Unterseite ist besonders entlang der Blattadern rostrot spinnwebig filzig. Die Herbstfärbung ist auffallend scharlach- bis karminrot.
Die Blüten sind in 6 bis 12 Zentimeter langen, schmalen und rostrot filzigen Rispen angeordnet. Die Früchte sind schwarz und purpurn bereift und haben Durchmesser von etwa 1 Zentimeter. 
Die Rostrote Weinrebe blüht von Juni bis Juli.
Die Chromosomenzahl beträgt 2n = 38.

## Vorkommen und Standortansprüche
Das natürliche Verbreitungsgebiet liegt in Japan auf Hokkaidō, Honshū und Shikoku, auf der Koreanischen Halbinsel und auf Sachalin im Osten Russlands. Die Rostrote Rebe wächst in kühlfeuchten Wäldern, auf frischen, schwach sauren bis schwach alkalischen, sandig-lehmigen bis lehmigen, humosen, nährstoffreichen Böden an sonnigen bis lichtschattigen Standorten. Die Art ist meist frosthart.

## Systematik
Die Rostrote Rebe (Vitis coignetiae) ist eine Art aus der Gattung der Weinreben (Vitis), wo sie der Untergattung Vitis zugeordnet ist. Die Gattung wird in der Familie der Weinrebengewächse (Vitaceae) der Unterfamilie Vitoideae zugeordnet. Die Art wurde 1883 von Jules Émile Planchon erstmals wissenschaftlich gültig beschrieben. Der Gattungsname Vitis stammt aus dem Lateinischen und wird für die „Weinrebe“ wie auch die „Ranke“ verwendet.

## Verwendung
Die Rostrote Rebe wird aufgrund der bemerkenswerten Herbstfärbung häufig kultiviert.